# 京都市環境局不祥事
京都市環境局不祥事（きょうとしかんきょうきょくふしょうじ）とは、京都市役所の部局の一つで、主にゴミの収集を行う部署である京都市環境局（現・京都市環境政策局）で生じた、職員の不祥事である。
京都市清掃局時代の1973年から2000年まで選考採用枠（同和枠）によって、部落解放同盟や全国部落解放運動連合会などの同和団体が推薦する者を大量に採用してきた。
当時、この不祥事の他、交通局による京都市幽霊バス問題などの職員の不祥事が相次いで発覚し、京都市は多くの批判に晒された。

## 相次ぐ職員の不祥事
京都市の発表によれば、2003年から2006年までの間に、不祥事で懲戒処分を受けた職員は京都市全体で70人にのぼり、そのうち39人までが環境局の職員であったという。中には、何れも環境局職員であった姉妹が揃って覚醒剤で逮捕されたケースもあった。

### 不祥事職員の再雇用
新聞報道により、一度不祥事で懲戒免職になった職員が再採用されている実態も明らかになった。例えば、1988年に交通事故の保険金詐欺事件で懲戒免職になった職員は5年後に、タクシーの運転手への恐喝事件で1984年に分限免職となった職員は9年後にそれぞれ再雇用された。また1983年に覚醒剤取締法違反と銃刀法違反事件に関与した職員は分限免職となったが、17年後に再雇用された。

### 犬猫の死体処理料を着服
変わったケースでは、環境局市美化センターで犬や猫などの死体の収集を担当していた職員4名が、その処理費用を着服していた業務上横領事件がある。市民からペットの死体を引き取る際に、1体4600円の手数料を受け取りながら領収書を発行せず、その費用を着服していた。

## 京都市長の謝罪
これらの不祥事を受け、2006年（平成18年）7月に臨時区局長会が行われ、その後の記者会見で、京都市長桝本頼兼は「（平成14年度まで）京都市では同和行政の柱として、同和地区の人々に対し職業の機会均等を保障するため、現業職への優先雇用を行ってきた」と説明。そのうえで「バブル期に現業職に応募する人がいない中で、とにかく採用しないとごみの収集ができないということで、甘い採用をしてきたのは事実。その採用が（一連の不祥事の）大きな要因の一つ」と説明し、同和枠採用が不祥事続発の大きな原因であることを認めた。